# Luigi Lanzuolo
Luigi Lanzuolo (Torino, 23 ottobre 1890 – Berat, 15 novembre 1943) è stato un militare italiano.
Colonnello del Regio Esercito, partecipò alla prima e alla seconda guerra mondiale. Dopo la proclamazione dell'armistizio dell'8 settembre 1943, si oppose fermamente alla resa incondizionata ai tedeschi. Catturato durante un combattimento nei pressi di Berat, fu fucilato il 15 novembre; per il suo comportamento in questo frangente fu decorato di Medaglia d'oro al valor militare alla memoria.

## Biografia
Nacque a Torino il 23 ottobre 1890. Si arruolò nel Regio Esercito, venendo assegnato come sottotenente all'arma di Cavalleria. Dopo l'entrata in guerra del Regno d'Italia, avvenuta il 24 maggio 1915, prestò servizio in seno al 7º Reggimento "Lancieri di Milano". Si distinse nel corso di quell'anno, decorato con una Medaglia di bronzo al valor militare nel mese di settembre, venendo promosso tenente il 10 ottobre. Prese parte ai combattimenti sulla Bainsizza nell'agosto del 1917, assegnato temporaneamente al 27º Reggimento d'artiglieria in qualità di ufficiale esploratore, venendo decorato con la Croce di guerra al valor militare per le sue azioni. Nell'ottobre del 1918, poco prima dell'offensiva finale di Vittorio Veneto, fu promosso capitano.
Dopo il termine delle ostilità fu nominato aiutante maggiore in prima nel 19º Reggimento "Cavallereggi Guide" e, successivamente, promosso maggiore nel gennaio 1930, nel 5º Reggimento "Lancieri di Novara" fino al marzo 1936, quando fu destinato a prestare servizio all'Ispettorato delle Truppe Celeri. Nello stesso anno fu assegnato al Reggimento Cavalleria di Voghera. Promosso al grado di tenente colonnello dal gennaio 1938, nel giugno 1940, dopo l'entrata in guerra dell'Italia, prese parte alle operazioni belliche sul fronte occidentale in seno al 13º Reggimento "Cavallereggi Monferrato".
Promosso colonnello nel febbraio 1943, assunse il comando del reggimento allora dislocato in Albania, assegnato alla 9ª Armata del generale Renzo Dalmazzo. Il reggimento venne dislocato nelle vicinanze di Berat, sul fiume Osum, alle falde del Monte Tomori.
Dopo l'armistizio con gli anglo-americani dell'8 settembre si oppose fermamente alla resa incondizionata ai tedeschi. Deciso a resistere, sottrasse alla cattura il suo reparto, conducendolo alla montagna e combattendo poi contro gli ex alleati.  Fatto prigioniero dopo un combattimento, venne fucilato nei pressi di Berat il 15 novembre 1943. Per il suo comportamento nei difficili giorni della resistenza in Albania fu decorato con la Medaglia d'oro al valor militare alla memoria.
A Voghera, dove l'ufficiale aveva trascorso un periodo di comando, porta il suo nome una via, la Sezione locale dell'Associazione Nazionale Arma di Cavalleria e il campo di equitazione a Salice Terme.

### Annotazioni
1. ↑  Il reggimento era assegnato al Raggruppamento Celere Albania al comando del generale Renzo Mayer. Tale unità comprendeva, oltre al citato reparto, anche i Reggimenti 19º Reggimento "Cavalleggeri Guide", 9º Reggimento "Lancieri di Firenze", il IV Reparto Corazzato "Nizza" (al comando del tenente colonnello Luigi Goytre), il XLVI Battaglione bersaglieri, il XXI Battaglione della M.V.S.N., e un reparto autonomo.
2. ↑  Circa 50 km a nord-est di Valona.

### Fonti
1. ↑  Brignoli 2007, p. 50.
2. ↑  Decreto Luogotenenziale del 10 ottobre 1915.
3. ↑  Brignoli 2007, p. 51.
4. ↑  Brignoli 2007, p. 82.
5. ↑  Brignoli 2007, p. 17.
6. ↑  Brignoli 2007, p. 65.
7. ↑  Brignoli 2007, p. 61.
8. 1 2  Becherelli, Carteny, Giardini 2013, p. 420.
9. 1 2 3 4 5 6  Brignoli 2007, p. 66.
10. ↑  Becherelli, Carteny, Giardini 2013, p. 421.
11. ↑  Gazzetta Ufficiale del Regno d'Italia n.240 del 16 ottobre 1931.